# Calomicrus flavipennis
Calomicrus flavipennis is een keversoort uit de familie bladkevers (Chrysomelidae). De wetenschappelijke naam van de soort werd in 1849 gepubliceerd door Pierre Hippolyte Lucas.